# Felician Myrbach
Felician von Rheinfeld-Myrbach dit Félicien de Myrbach ou Myrbach, né le 19 février 1853 à Zalichtchyky (Empire d'Autriche-Hongrie) et mort le 14 janvier 1940 à Klagenfurt (Autriche), est un peintre, illustrateur de livres, enseignant et graphiste autrichien, proche de l'Art nouveau, entre Paris et Vienne.

## Biographie

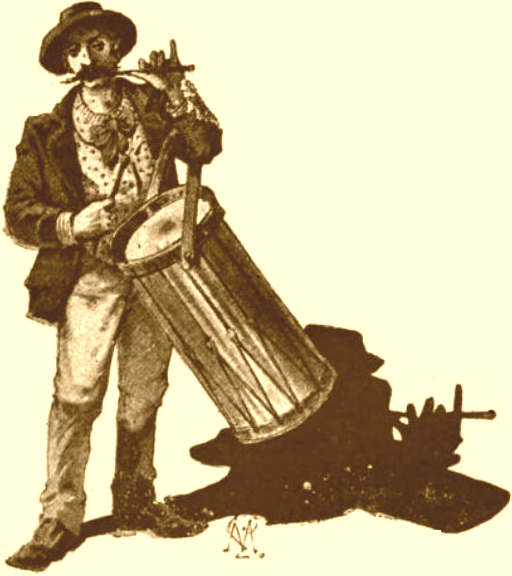
Illustration de Myrbach pour Trente ans de Paris d'Alphonse Daudet, paru chez Marpon-Flammarion, 1889.

Descendant d'une famille comtale, fils du gouverneur de Bucovine, Felician Myrbach est élève à l'Académie militaire thérésienne de 1868 à 1871, puis devient étudiant à Académie des beaux-arts de Vienne, dans l'atelier du peintre August Eisenmenger. Lieutenant de réserve, il rejoint en 1877 l'Institut géographique militaire et participe l'année suivante à la Campagne de Bosnie-Herzégovine. Après avoir enseigné le dessin à l'école des cadets de Vienne, il démissionne du corps militaire et part pour Paris.
Il arrive à Paris en 1881 où il demeure jusqu'en 1897. On lui connaît des collaborations avec les éditeurs Alphonse Lemerre et Ernest Flammarion, entre autres. En 1883, il expose au Salon des artistes français, puis collabore à Paris illustré. En 1890, il collabore au Figaro illustré.
Il rentre à Vienne en 1897 et intègre en tant qu'enseignant à l'« Angewandte », la Kunstgewerbeschule (École des arts appliqués de Vienne) dont il devient le président en 1899 et ce, jusqu'en 1905, remplaçant Arthur von Scala qui l'avait recruté. Bien qu'étant un peintre au style réaliste, spécialisé dans les militaria, il fut le maître de Josef Hoffmann et de Koloman Moser, entre autres. En 1903, il est président de la Sécession viennoise, dont il est l'un des membres fondateurs selon la revue Ver Sacrum, mais quitte le groupe animé par Gustav Klimt à la suite de divergences. Pour le Wiener Werkstätte, il lance l'album de design graphique, Die Fläche (La surface), dont il coordonne le premier volume.

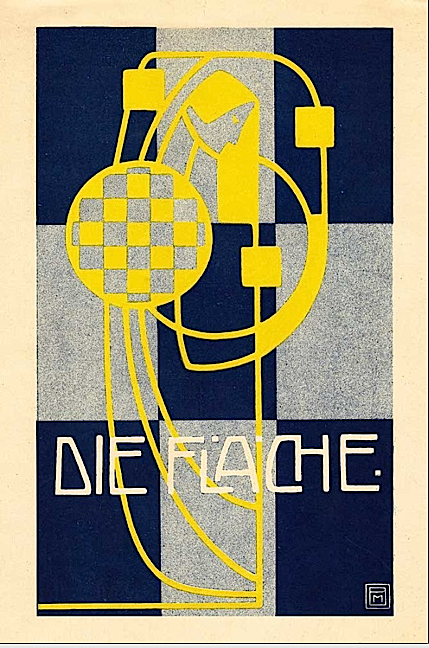
Planche pour Die Fläche (1903).

En 1904, il est chargé de représenter aux États-Unis la Kunstgewerbeschule lors de l'exposition universelle de Saint-Louis ; puis, poursuivant son voyage vers la Californie, il envoya sa lettre de démission à cette école, pour problèmes de santé. Il repart s'installer à Paris et passe les années de guerre en Espagne. En 1916, son appartement parisien situé au 121 rue Caulaincourt est mis sous séquestre du fait de la guerre. 
En 1936, il revient définitivement en Autriche.

## Livres illustrés
- Encyclopédie enfantine, Paris, Maison Quantin, 1883.
- François Coppée, Contes en prose. Poèmes et récits, Paris, Alphonse Lemerre, 1887.
- Paul Arène, Contes de Paris et de Provence, suite de 80 dessins, Paris, Alphonse Lemerre, 1887.
- Pierre Loti, Madame Chrysanthème, dessins de Myrbach et Rossi, Paris, Calmann Lévy, 1888.
- Edmond About, Tolla, aquarelles de Myrbach gravés sur bois, suivi de Portrait d'Emond About par Paul Baudry, illustré par Adolphe Giraldon, Paris, Hachette, 1889.
- Alphonse Daudet, Port-Tarascon, illustrations de Bieler, Conconi, Montégut, Montenard, Myrbach et Rossi, Paris, E. Dentu éditeur 1890.
- Camille Flammarion, Uranie, illustrations de Bayard, Biéler, Falero, Gambard, Myrbach et Riou, Paris, Marpon & Flammarion, 1891 — lire sur Gallica.
- Jules Verne, Aventures de la famille Raton, nouvelle illustrée, 1891.
- Denis-Charles Parquin, Récits de guerre : souvenirs du capitaine Parquin, dessins par F. [de] Myrbach, H. Dupray, Walker. L. Sergent, Marius Roy ; introd. par Frédéric Masson, Paris, Boussod, Valadon et Cie, 1892 — sur Gallica.
- Jean Dornis, Les Frères d'élection, dessins de Myrbach gravés sur bois par E. Steinmann, Paris, Paul Ollendorff, 1896.
- Paul Bourget, Cosmopolis chez Alphonse Lemerre à Paris, 1898. (avec d'autres illustrations de Duez et Pierre Georges Jeanniot).